# 2011 WT2
2011 WT2とは、アモール群に属する地球近傍天体の1つである。かつて、初めて見つかったアモール群土星横断小惑星の可能性があった。
2011年11月11日に未発見のまま地球から4096万km（0.274AU）まで接近し（後に判明した正確な軌道を用いた計算結果）、11月17日に発見された。しかし、絶対等級21.9等級という非常に暗い（≒小さい）天体であり、軌道が確定する前に見失われた。短期間の観測から求まった誤差の大きい軌道は、特に遠日点距離の誤差が大きく、土星軌道の外側まで達する可能性があった。
しかし、2016年10月26日に地球から0.180AUにまで接近した2016 TD55が、11月5日に2011 WT2と同一だと判明し、それらを繋ぐ軌道が求まった。遠日点距離は4.668 AUであり、木星軌道の内側だった。
|            | 古い軌道 ± 1σ    | 確定した軌道 |
| ---------- | ---------------- | ------------ |
| 近日点距離 | 1.159 ± 0.012 AU | 1.152 AU     |
| 遠日点距離 | 8.790 ± 4.396 AU | 4.668 AU     |
| 軌道長半径 | 4.974 ± 2.488 AU | 2.910 AU     |
| 軌道離心率 | 0.767 ± 0.114    | 0.604        |
| 公転周期   | 11.09 ± 8.32 年  | 4.96 年      |